# シュフラン級駆逐艦
シュフラン級駆逐艦（シュフランきゅうくちくかん、フランス語: Frégates antiaériennes de classe Suffren）は、フランス海軍が運用していたミサイル駆逐艦の艦級。計画艦型番号はFLE-60。同国海軍が初めて建造したミサイル駆逐艦であり、国産のマズルカ艦隊防空ミサイル・システムを搭載している。

## 来歴
フランス海軍は、第二次世界大戦で壊滅した駆逐艦戦力を再建する新しい基準構成艦として、1949年度計画から1953年度計画にかけて、T-47型（シュルクーフ級）・T-53型（デュプレ級）の計17隻の艦隊護衛艦（Escorteurs d'escadre）を整備した。これらは、戦前の大型駆逐艦の流れを引く砲装型の汎用大型艦であった。
一方、アメリカ海軍では、1956年度計画より艦対空ミサイル（SAM）を主兵装とする新世代の高速艦隊護衛艦（Fast task force escort）としてファラガット級の整備に着手しており、1958年度計画より、更に大型化・強化されたリーヒ級が建造された。これらはミサイル・フリゲート（DLG）として種別され、高速空母機動部隊の直衛艦として期待されていた。
フランス海軍でもこれに範をとって、1954年度より建造に着手していた新型空母（後のクレマンソー級）の直衛艦として、1960-65年計画で、SAM搭載の「フリゲート」の整備を計画した。これによって建造されたのが本級である。

## 設計
上記の経緯より、本級は空母機動部隊の対空・対潜直衛艦として開発された。設計・装備ともに、先行する艦隊護衛艦から刷新されており、長船首楼型に1本マックを組み合わせた設計は以後の仏大型水上戦闘艦に引き継がれることとなった。またボイラーの蒸気性状も、圧力45 kgf/cm2 (640 lbf/in2), 温度450 °C (842 °F)と高圧・高温化されている。
防空艦として迅速な情報処理が求められる必要上、本級は初めて戦術情報処理装置を採用しており、SENIT-1を搭載した（1989年以降SENIT-2に更新）。また主センサーとして、国産開発した3次元レーダーであるDRBI-23を搭載する。これはLバンド、メガワット級の出力を発揮できるパルス・ドップラー・レーダーで、逆カセグレン型のアンテナを巨大なレドームに収容して艦橋構造物上に設置しているが、これは本級の外観上の大きな特徴となった。その目標情報は、自動的にSENITに転送される。またこれを補完する低空警戒/対水上捜索レーダーとしてDRBV-15も搭載されたが、こちらは後にDRBV-50に更新された。
主兵装となるマズルカ艦対空ミサイルの連装発射機は艦尾甲板に搭載されており、また誘導用のDRBR-51火器管制レーダーはその直前の後部上構後端部に背負式に設置された。マズルカはフランス国産の艦対空ミサイルであり、本級のほかには巡洋艦「コルベール」に搭載されたのみである。当初はビームライディング誘導だったが、後にセミアクティブ・レーダー・ホーミング（SARH）誘導に変更されている。また1982年から1985年にかけてシステムの近代化改修を行った。
一方、砲熕兵器・対潜兵器については「ラ・ガリソニエール」（T-56型）のものがおおむね踏襲されている。主砲としてはMle.64 55口径100mm単装速射砲を2基背負式に搭載し、その直後にはDRBC-33砲射撃指揮装置がDIBC-1A「ピラーニャIII」光学射撃指揮装置とともに設置された。また中部甲板にはマラフォン対潜ミサイルの発射機が搭載されたほか、その直後の後部上構前端にはエクゾセMM38艦対艦ミサイルが後日装備された。

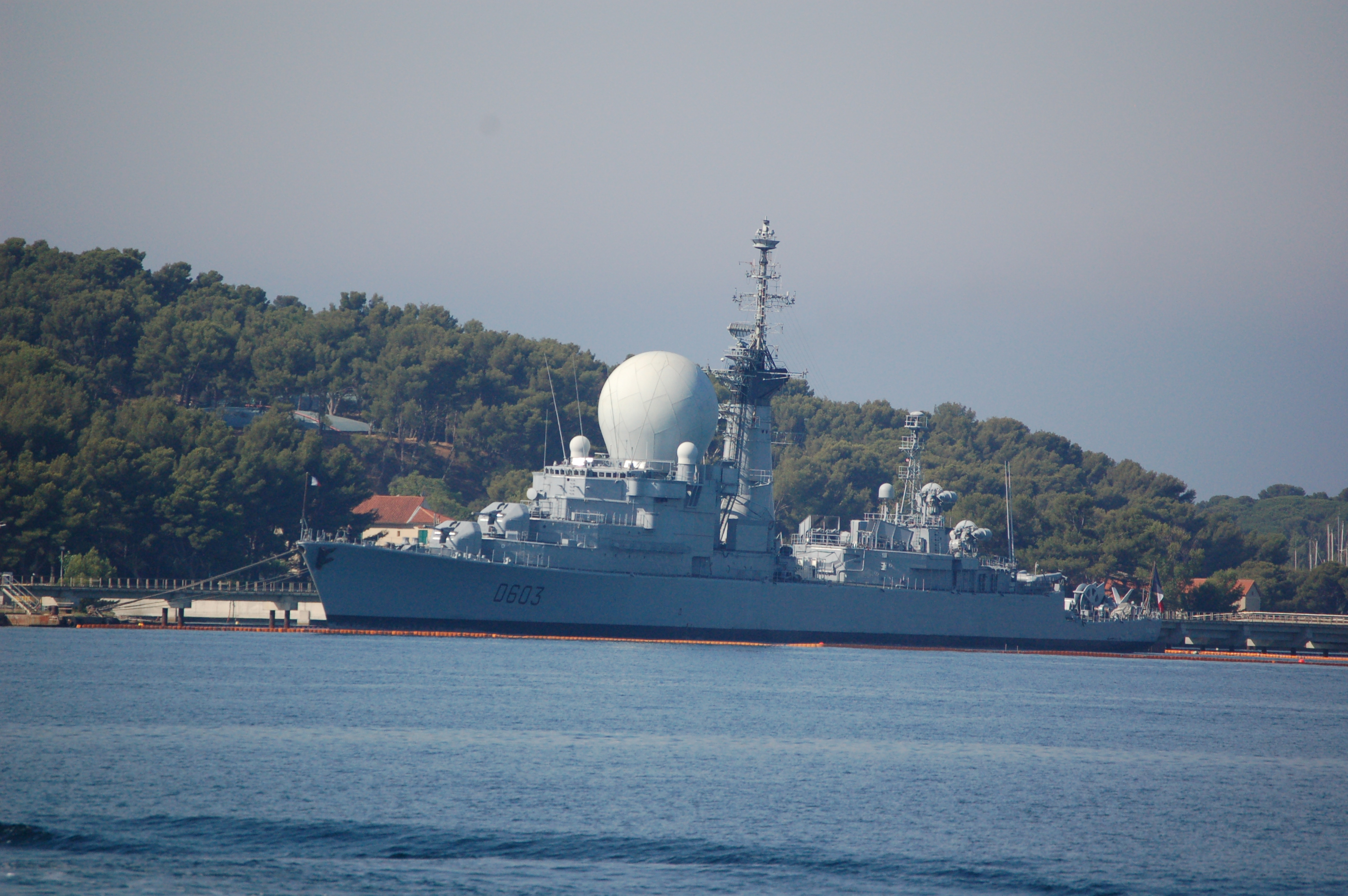
艦首から撮られた「デュケーヌ」
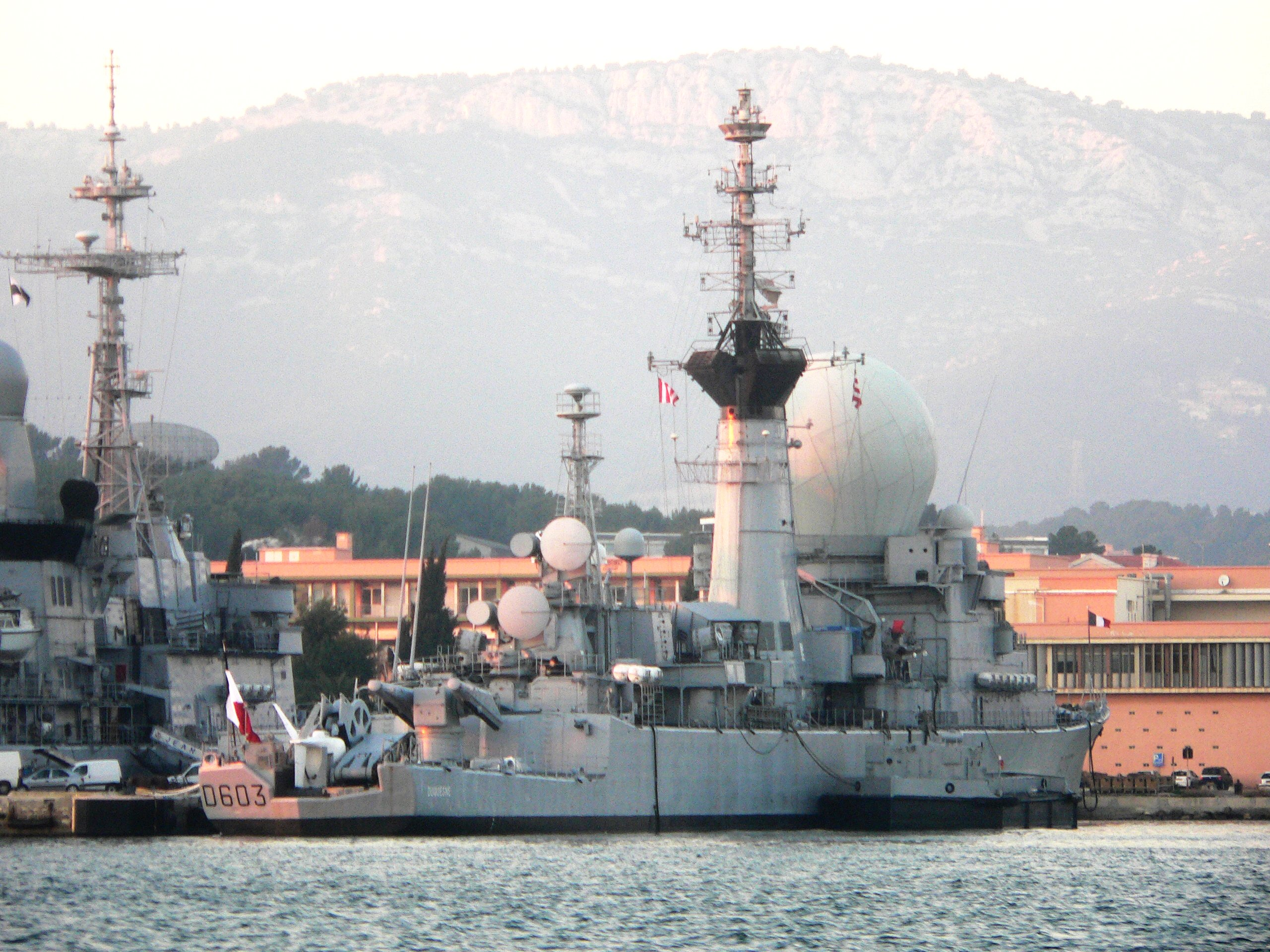
艦尾から撮られた「デュケーヌ」

## 同型艦

### 一覧表
| #    | 艦名                | 起工        | 進水           | 就役           | 退役          |
| ---- | ------------------- | ----------- | -------------- | -------------- | ------------- |
| D602 | シュフラン Suffren  | 1962年 12月 | 1965年 5月15日 | 1967年 7月20日 | 2001年 4月2日 |
| D603 | デュケーヌ Duquesne | 1964年 11月 | 1966年 2月12日 | 1970年 4月1日  | 2008年        |

### 運用史
1960年の計画では3隻を建造する予定だったが、ミサイル原子力潜水艦が優先されたことから2隻で打ち切られた。
本級の後継艦計画は難航し、1980年代後半からNATO 8ヶ国共同で開始されたNFR-90構想は90年代初頭には空中分解、これを引き継いで開始されたフランス・イギリス・イタリア3ヶ国共同のホライズン計画も、各種運用要求の差異から遅延して、1999年にはイギリスが脱退するに至った。
このために本級の就役期間は延長を余儀なくされたが、21世紀に入ると、ホライズン計画に基づくフランス側建造艦としてのフォルバン級駆逐艦の実用化の目途が立ち、「フォルバン」 (D620)が起工した2002年に本級1番艦の「シュフラン」が退役、2番艦の「デュケーヌ」も、「フォルバン」の就役を待って退役した。